# 馬見原町
馬見原町（まみはらまち）は、熊本県の北部、阿蘇郡にかつてあった町である。

## 歴史
- 1889年4月1日 - 町村制が施行。神前村、白石村、方ヶ野村、大野村、長崎村、馬見原町、滝上村、柳井原村が合併して馬見原町が発足。
- 1956年9月30日 - 柏村、菅尾村と合併し蘇陽町となる。

## 学校
- 馬見原小学校（現在の山都町立蘇陽南小学校）
  - 長崎分校（同上）
- 大野小学校（同上）
- 馬見原中学校（現在の山都町立蘇陽中学校）